# TIC-80
TIC-80 é um console de jogos eletrônicos de fantasia gratuito e de código aberto para criar, jogar e compartilhar jogos em uma plataforma limitada que imita os sistemas de 8 bits da década de 1980. Ele tem editores de código, sprites, mapas, músicas e efeitos sonoros integrados, assim como uma interface de linha de comando que permite aos usuários desenvolverem e editarem jogos dentro do console.
Os jogos feitos no TIC-80 podem ser exportados como cartuchos de jogos virtuais e agrupados para diferentes plataformas, incluindo Android, Linux, MacOS, Windows, Raspberry Pi como "bare metal", Nintendo 3DS, RetroArch, e HTML5 (usando WebAssembly). Ele suporta várias linguagens de programação, incluindo JavaScript, MoonScript e Lua, assim como Ruby, Wren, Fennel, Squirrel, Python e D.
O TIC-80 é frequentemente comparado ao PICO-8, outro sistema de fantasia que não é de código aberto; ambos os sistemas estão se tornando populares entre os programadores de jogos interessados em computadores domésticos clássicos e consoles.

## Capacidades
Como um console de fantasia, o TIC-80 tem algumas limitações definidas em termos de gráficos e poder de processamento para criar uma experiência de jogo "de estilo retrô". Essas limitações incluem uma tela de 240x136 pixels; uma paleta de 16 cores; 256 sprites com resolução de 8x8 pixels; e som de 4 canais. As ferramentas integradas dentro deste "pequeno computador" permitem que os desenvolvedores editem códigos, criem gráficos, escrevam músicas e criem níveis dentro dos jogos.

### Especificações
| Resolução      | 240x136 pixels, paleta de 16 cores.                                                                                  |
| Entrada        | 4 gamepads com 8 botões / mouse / teclado.                                                                           |
| Sprites        | 256 sprites de primeiro plano e 256 blocos de fundo, 8x8 pixels.                                                     |
| Mapa           | 240x136 células, 1920x1088 pixels.                                                                                   |
| Som            | 4 canais com formas de onda configuráveis.                                                                           |
| Código         | Até 512 KB (8 bancos de 64 KB cada, mesmo na versão não PRO) de lua, ruby, js, moon, fennel, squirrel, wren ou wasm. |
| Memória        | Até 272 KB de RAM (incluindo 32 KB de VRAM).                                                                         |
| Troca de banco | Até 8 bancos no carrinho (somente versão PRO).                                                                       |

### Cartuchos
O TIC-80 é capaz de armazenar e carregar despejos serializados de regiões de memória usando os chamados cartuchos, que é outra metáfora dos anos 80. Ao contrário dos originais, que eram objetos físicos reais, os cartuchos de TIC-80 são apenas arquivos no formato .tic. Eles podem ser criados digitando "save filename.tic" no console e carregados novamente digitando "load filename.tic". Além disso, o TIC-80 vem com um navegador de cartuchos integrado, chamado "SURF" (veja abaixo). Existem ferramentas gratuitas e de código aberto para converter cartuchos de PICO-8 para cartuchos de TIC-80, mas elas não são perfeitas.
Levando a metáfora um passo adiante, esse despejo de memória serializado pode ser incorporado em uma imagem PNG (semelhante a um cartucho físico real) usando esteganografia. No entanto, isso não é prático, porque sua capacidade de armazenamento é muito limitada (256 x 256 pixels, cada um com 4 canais e com 3 bits de dados por canal, ou seja, 256 * 256 * 4 * 3 bits / 8 = 98.304 bytes no total, embora o despejo de memória seja compactado em zlib). Portanto, você pode encontrar cartuchos no formato .tic com mais frequência na internet, porque o .tic não tem essa limitação de armazenamento.

### Paletas de cores
| Número | Valor RGB hexadecimal | Nome         |
| ------ | --------------------- | ------------ |
| 0      | #1A1C2C               | Preto        |
| 1      | #5D275D               | Roxo         |
| 2      | #B13E53               | Vermelho     |
| 3      | #EF7D57               | Laranja      |
| 4      | #FFCD75               | Amarelo      |
| 5      | #A7F070               | Verde claro  |
| 6      | #38B764               | Verde        |
| 7      | #257179               | Verde escuro |
| 8      | #29366F               | Azul escuro  |
| 9      | #3B5DC9               | Azul         |
| 10     | #41A6F6               | Azul claro   |
| 11     | #73EFF7               | Ciano        |
| 12     | #F4F4F4               | Branco       |
| 13     | #94B0C2               | Cinza claro  |
| 14     | #566C86               | Cinza        |
| 15     | #333C57               | Cinza escuro |

## Jogar e compartilhar jogos

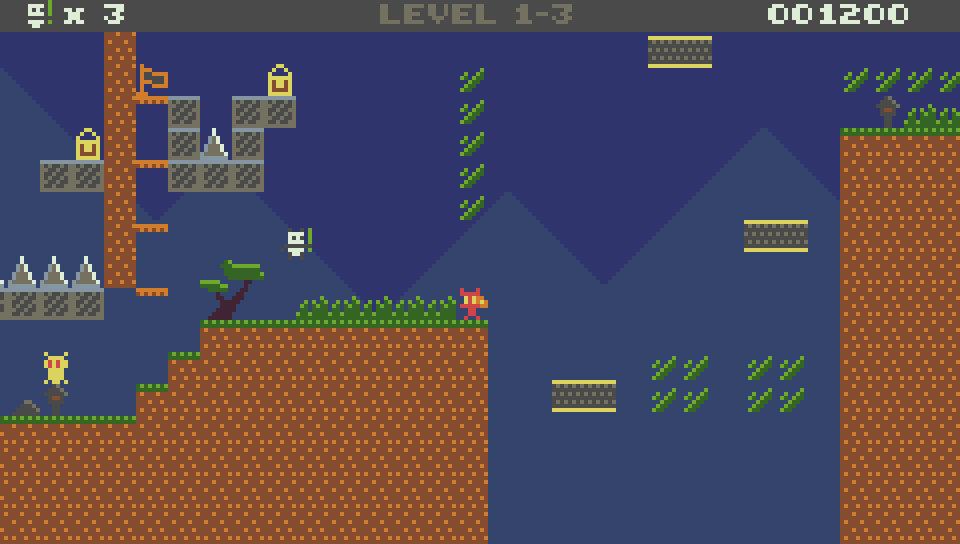
8-Bit Panda, um jogo de plataforma para TIC-80

O TIC-80 pode ser executado nos principais sistemas operacionais, incluindo Windows, x86 Linux de 32 ou 64 bits, Mac OS X e Android, e também pode ser compilado usando o código-fonte para outras plataformas, como Raspberry Pi. Os arquivos de cartucho "Tic", que contêm versões jogáveis do jogo, são gerados usando as ferramentas de desenvolvimento integradas. Existe um grande e crescente catálogo de jogos feitos pela comunidade disponíveis no site do TIC-80.
O console TIC-80 foi apresentado em apresentações de demos como o Outline 2022 nos Países Baixos; Lovebyte 2021 online; e um hackathon LINE Fukuoka de 2018 no Japão.